# Carl Otto Vahlstedt
Carl Otto Vahlstedt, född 10 april 1874 Sävare församling, Skaraborgs län, död 24 augusti 1951 i Norra Härene församling, Skaraborgs län var en svensk småbrukare och socialdemokratisk politiker. Vahlstedt var riksdagsledamot i andra kammaren 1918–1920 och från 1925, först invald i Skaraborgs läns norra valkrets och senare i Skaraborgs läns valkrets. Han skrev 12 egna motioner om bl.a. författningsfrågor och jordbruk.